# Congregació Beth Israel
La Congregació Beth Israel (en anglès: Congregation Beth Israel) és una congregació jueva situada a Scottsdale, Arizona, en els Estats Units d'Amèrica. Formalment constituïda en 1920, està afiliada amb el moviment del judaisme reformista des de 1935. Abraham Lincoln Krohn va ser el rabí de Beth Israel des de 1938 fins a 1953, i durant el seu mandat, la congregació va créixer de menys de 100 a prop de 600 famílies membres. Va ser succeït per Albert Plotkin, qui es va exercir en el càrrec durant gairebé 40 anys.